# ラ・リンコナダ

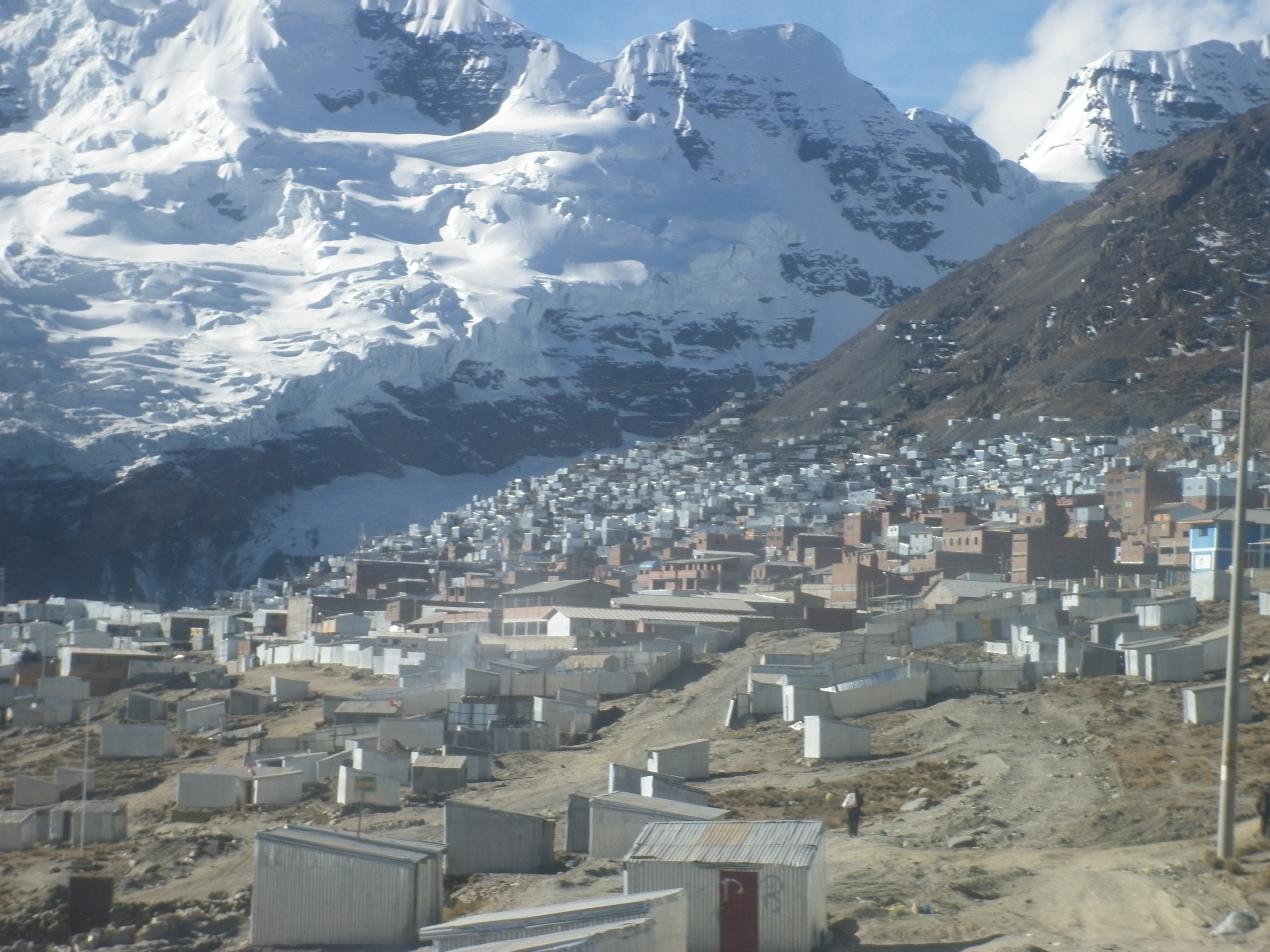
ラ・リンコナダ市街

ラ・リンコナダ（La Rinconada）は、ペルーの都市。アンデス山脈にある金鉱山の町である。標高5100メートルの地点に位置し、人の恒常的な居住地としては世界で最も高所にある。かつては小さな金の探鉱キャンプだったものが、2000年代以降の金価格高騰を受け、人口は2009年には3万人、2016年には5万人と増加傾向にある。
ラ・リンコナダはペルーの南東部、プーノ県サン・アントニオ・デ・プティナ郡のアナネア地区に属し、La Bella Durmiente（眠れる美女）氷河の麓に存在する。ラ・リンコナダで成功した鉱夫は低い高度と行政サービスを求めてフリアカ市に家を構えることが多い。

## 気候
アンデスの高地に位置するため、ラ・リンコナダは高山気候の特徴を持ち、ケッペンの気候区分においてはツンドラ気候に属する。最暖月の平均気温は樹木の生育できる目安である10℃を下回っている。樹木限界の上にある都市としてラ・リンコナダは最も標高が高く人口の多い都市であり、同様に樹木限界の上にあるセロ・デ・パスコ市よりも700メートルほど標高が高い。
極端に標高が高いため、ラ・リンコナダは赤道にほど近い南緯14度に位置するにもかかわらず、気候はどこよりもグリーンランドの西海岸に類似している。この町には雨季である夏と乾燥した冬が存在するが、年間を通して昼は冷涼または寒く、夜は氷点を下回っており、また降雪も一般的である。ラ・リンコナダの年間平均気温は1.2℃で、年間平均降水量は707ミリメートルである。
| La Rinconadaの気候     | La Rinconadaの気候 | La Rinconadaの気候 | La Rinconadaの気候 | La Rinconadaの気候 | La Rinconadaの気候 | La Rinconadaの気候 | La Rinconadaの気候 | La Rinconadaの気候 | La Rinconadaの気候 | La Rinconadaの気候 | La Rinconadaの気候 | La Rinconadaの気候 | La Rinconadaの気候 |
| 月                     | 1月                | 2月                | 3月                | 4月                | 5月                | 6月                | 7月                | 8月                | 9月                | 10月               | 11月               | 12月               | 年                 |
| ---------------------- | ------------------ | ------------------ | ------------------ | ------------------ | ------------------ | ------------------ | ------------------ | ------------------ | ------------------ | ------------------ | ------------------ | ------------------ | ------------------ |
| 平均最高気温 °C （°F） | 8.3 (46.9)         | 7.7 (45.9)         | 8.0 (46.4)         | 8.6 (47.5)         | 8.5 (47.3)         | 8.2 (46.8)         | 8.2 (46.8)         | 9.6 (49.3)         | 9.6 (49.3)         | 11.0 (51.8)        | 10.3 (50.5)        | 8.7 (47.7)         | 8.89 (48.02)       |
| 日平均気温 °C （°F）   | 2.6 (36.7)         | 2.5 (36.5)         | 2.4 (36.3)         | 1.7 (35.1)         | 0.5 (32.9)         | −1.7 (28.9)        | −1.5 (29.3)        | −0.4 (31.3)        | 1.3 (34.3)         | 2.5 (36.5)         | 2.4 (36.3)         | 2.7 (36.9)         | 1.25 (34.25)       |
| 平均最低気温 °C （°F） | −3.1 (26.4)        | −2.6 (27.3)        | −3.2 (26.2)        | −5.1 (22.8)        | −7.5 (18.5)        | −11.6 (11.1)       | −11.2 (11.8)       | −10.3 (13.5)       | −7.0 (19.4)        | −5.9 (21.4)        | −5.5 (22.1)        | −3.3 (26.1)        | −6.36 (20.55)      |
| 降水量 mm （inch）     | 135 (5.31)         | 113 (4.45)         | 106 (4.17)         | 50 (1.97)          | 19 (0.75)          | 7 (0.28)           | 6 (0.24)           | 15 (0.59)          | 34 (1.34)          | 51 (2.01)          | 67 (2.64)          | 104 (4.09)         | 707 (27.84)        |
| 出典：Climate-data.org |                    |                    |                    |                    |                    |                    |                    |                    |                    |                    |                    |                    |                    |

## 産業
ラ・リンコナダの経済は、主に近くの金鉱山から手掘りで産出される金に基づいている。
多くの鉱夫はアナネア・コーポレーションが所有する金鉱で働いている。彼らはcachorreoと呼ばれるシステムの元で、30日間は無給で働き、31日目に彼らの肩に載せられるだけの鉱石を掘り出すことができる。ただしその鉱石に金が含まれているかは運次第である。金塊や金の多く含まれた鉱石をポケットに入れることは黙認されている。こうした労働システムは前時代的なものであるが一攫千金のチャンスはあるため、近代的な労働・給与体系への改革に現地の労働者は強く反対していた。女性は鉱山内への立ち入りを許されていないが、pallaquerasと呼ばれる彼女たちがダンプの積み下ろした鉱石のそばで働く姿を見ることができる。ダンプから降ろされた鉱滓に含まれるわずかな金を探すためである。
ラ・リンコナダに最も近い空港は、フリアカのインカ・マンコ・カパック国際空港である。
ラ・リンコナダの街には配管や衛生設備が欠けている。公共サービスがほとんど行われておらず、ごみの収集や下水処理も行われていないため、環境は汚染されている。地元の鉱夫は、鉱石を粉砕して水銀で処理し、その塊を布へ押し付けて濾過することによって鉱石を精錬し、ここで得られたアマルガムを加熱して水銀を除去する。この水銀汚染は深刻なもので、住民の飲料水も水銀で汚染されている。